# Правительство Удмуртской Республики
Правительство Удмуртской Республики (удм. Удмурт Элькун Кивалтэт) — высший орган исполнительной власти Удмуртской Республики. 
Правительство возглавляет высшее должностное лицо — Глава Удмуртской Республики, в просторечии Удмуртии. До 2000 года Правительство было подотчётно Государственному Совету Удмуртской Республики.
Работой Правительства руководит Председатель, также неофициально называемый премьер-министром. Постоянно действующим органом Правительства является его Президиум.
Структура, полномочия и порядок деятельности Правительства определены Конституцией Удмуртской Республики и Законом Удмуртской Республики «О Правительстве Удмуртской Республики».

## История
С момента образования Вотской автономной области и до 1935 года высшим исполнительным органом государственной власти на территории Удмуртии являлся Исполнительный комитет советов рабочих, крестьянских и красноармейских депутатов Вотской автономной области (Удмуртский облисполком).
Спустя несколько дней после образования Удмуртской АССР на первой сессии ЦИК УАССР 12 января 1935 года был сформирован Совет Народных Комиссаров УАССР (СНК УАССР) — первое правительство республики. В 1935—1937 гг. СНК Удмуртской АССР был подотчётен ЦИК УАССР и СНК РСФСР. После 1937 года подотчётен Верховному Совету УАССР и его президиуму.
26 марта 1946 года Совет Народных Комиссаров был преобразован в Совет Министров УАССР.
В 1991 году переименован в Совет Министров Удмуртской Республики.
После принятия Конституции Удмуртской Республики в 1994 году высшим исполнительным органом власти вместо Совмина становится Правительство Удмуртской Республики.

## Порядок формирования
Состав Правительства и его Председатель утверждаются Государственным Советом Удмуртской Республики по представлению главы Удмуртии. Так, кандидатуры премьер-министра, его заместителей и министра финансов вносятся президентом на согласование в Госсовет не позднее двух недель после вступления в должность. Остальные члены правительства назначаются главой Удмуртии по представлению премьер-министра. Поскольку срок их назначения законодательно не регламентирован, то сроки полномочий председателя и членов правительства могут не совпадать.
В 2014 году формирование нового состава кабинета министров впервые происходило публично. Желающие стать министрами могли подать заявку через интернет-портал «Открытое правительство Удмуртской Республики» и принять участие в интернет-голосовании.

## Состав правительства Удмуртии
Текущий состав правительства республики — правительство Семёнова — был в основном сформирован в конце 2017 года. Из состава предыдущего кабмина (правительства Савельева), отправленного в отставку в апреле того же года, свои должности смогли сохранить лишь три министра — финансов, культуры и нацполитики.
| Должность | Руководитель                    | Вступил в должность |
| --- | ------------------------------- | ------------------- |
| Председатель правительства                                                                                     | Ярослав Владимирович Семёнов    | 26 сентября 2017    |
| Первый вице-премьер                                                                                            | Ольга Викторовна Абрамова       | 5 июля 2023         |
| Постоянный представитель главы Удмуртской Республики при президенте РФ, заместитель председателя правительства | Константин Андреевич Сунцов     | 4 июля 2023         |
| Вице-премьер                                                                                                   | Роман Валерьевич Ефимов         | 9 февраля 2022      |
| Вице-премьер                                                                                                   | Татьяна Юрьевна Чуракова        | 14 декабря 2021     |
| Вице премьер                                                                                                   | Эльвира Зиннуровна Пинчук       | 5 декабря 2020      |
| Вице-премьер                                                                                                   | Ильяс Наильевич Ханнанов        | 26 октября 2021     |
| Министр финансов                                                                                               | Вера Николаевна Сухих           | 18 января 2022      |
| Министр строительства, жилищно-коммунального хозяйства и энергетики                                            | Рашит Расихович Ибрагимов       | 1 декабря 2022      |
| Министр имущественных отношений                                                                                | Анна Анатольевна Боталова       | 10 ноября 2017      |
| И.о министра здравоохранения                                                                                   | Наталья Витальевна Якимова      | 12 августа 2022     |
| Министр культуры и туризма                                                                                     | Юлия Сергеевна Бадаш            | 2 Августа 2024      |
| Министр национальной политики                                                                                  | Эдуард Степанович Петров        | 23 декабря 2021     |
| Министр образования и науки                                                                                    | Светлана Михайловна Болотникова | 15 декабря 2017     |
| Министр по физической культуре, спорту и молодёжной политике                                                   | Денис Викторович Парахин        | 30 декабря 2022     |
| Заместитель председателя правительства - министр сельского хозяйства и продовольствия                          | Михаил Владимирович Юдин        | 21 февраля 2022     |
| Министр природных ресурсов и охраны окружающей среды                                                           | Денис Николаевич Удалов         | 20 апреля 2018      |
| Министр промышленности и торговли                                                                              | Виктор Александрович Лашкарёв   | 28 августа 2018     |
| Министр социальной политики и труда                                                                            | Ольга Владимировна Лубнина      | 18 марта 2022       |
| Министр транспорта и дорожного хозяйства                                                                       | Алексей Викторович Горбачёв     | 22 ноября 2017      |
| Министр экономики                                                                                              | Анна Сергеевна Слугина          | 19 Августа 2024     |
| Министр цифрового развития                                                                                     | Тимур Ришатович Меджитов        | 1 января 2018       |
| Председатель Госкомитета по делам ГО и ЧС                                                                      | Евгений Владимирович Шутов      | 12 ноября 2020      |
| Начальник Главного управления ветеринарии                                                                      | Роман Фиюсович Габдрахманов     | 5 октября 2018      |
| Начальник Главного управления юстиции                                                                          | Айваз Нурисламович Марданшин    | 30 сентября 2022    |

## Список премьер-министров Удмуртии
- Николай Миронов (1990—1993)
- Волков, Александр Александрович (1993 — 19 апреля 1995)
- Вершинин, Павел Николаевич (1995—1999)[8]
- Ганза, Николай Алексеевич (23 апреля 1999 — 15 октября 2000)
- Питкевич, Юрий Степанович (15 октября 2000 — 25 февраля 2014)
- Савельев, Виктор Алексеевич (и. о. 1 марта — 10 октября 2014; 10 октября 2014 — 6 апреля 2017; врио 6 апреля — 31 июля 2017)[9]
- Бречалов, Александр Владимирович (и. о. 31 июля — 17 августа 2017, как глава республики)[10]
- Семёнов, Ярослав Владимирович (и. о. 17 августа — 26 сентября 2017; с 26 сентября 2017)

## Представительство в Совете Федерации России
В Совете Федерации правительство Удмуртской республики представляет сенатор Российской Федерации Глебова Любовь Николаевна.